# Frederik IV van Neurenberg
Frederik IV van Neurenberg (circa 1287 - 19 mei 1332) was van 1297 tot 1332 burggraaf van Neurenberg: van 1297 tot 1300 samen met zijn oudere broer Johan I, daarna apart. Hij behoorde tot het huis Hohenzollern.

## Levensloop
Frederik IV was de tweede zoon van burggraaf Frederik III van Neurenberg en diens tweede gemalin Helena van Saksen, dochter van hertog Albrecht I van Saksen.
Na de dood van zijn vader in 1297 werden Frederik en zijn oudere broer Johan I gezamenlijk burggraaf van Neurenberg. In 1300 overleed Johan zonder nakomelingen, waarna Frederik IV de enige burggraaf van Neurenberg werd.
In 1307 streed Frederik IV in de slag bij Lucka aan de zijde van Rooms-Duits koning Albrecht I van Habsburg tegen markgraaf Frederik I van Meißen en landgraaf Diezmann van Thüringen, maar Frederik IV en Albrecht I werden verslagen. In 1322 kon Frederik IV aan de zijde van Rooms-Duits koning Lodewijk IV van Beieren veel succesvoller meevechten in de Slag bij Mühldorf, waarbij de rivaal van Lodewijk, hertog Frederik de Schone van Oostenrijk, werd gevangengenomen.  
In 1331 veroverde hij de stad Ansbach, dat later de kern zou worden van het in 1398 door de Hohenzollerns opgerichte vorstendom Ansbach. Een jaar later overleed Frederik IV, waarna zijn zoon Johan II hem opvolgde als burggraaf van Neurenberg.

## Huwelijk en nakomelingen
Rond 2 augustus 1307 huwde Frederik met Margaretha van Gorizia-Tirol, een kleindochter van graaf Meinhard II van Gorizia-Tirol. Ze kregen volgende kinderen:
- Johan II (1309-1357), burggraaf van Neurenberg
- Koenraad III (overleden in 1334)
- Frederik (overleden in 1365), vanaf 1340 bisschop van Regensburg
- Albrecht (overleden in 1361)
- Berthold (1320-1365), vanaf 1354 bisschop van Eichstätt
- Helena (overleden na 1374), huwde in 1321 met graaf Otto V van Orlamünde en daarna tussen 1341 en 1346 met graaf Hendrik VII van Schwarzburg-Blankenburg
- Anna (overleden na 1340), huwde met landgraaf Ulrich I van Leuchtenberg
- Margaretha (overleden na 1382), huwde met graaf Adolf I van Nassau-Wiesbaden-Idstein
- Agnes (overleden na 1363), huwde in 1336 met Berthold V van Neuffen, graaf van Märstetten en Graisbach, en daarna rond 1343 met graaf Albrecht II van Werdenberg-Heiligenberg
- Catharina (overleden na 1373), huwde in 1338 met graaf Everhard van Wertheim

## Voorouders
| Frederik IV van Neurenberg             | Frederik IV van Neurenberg                                              | Frederik IV van Neurenberg                                              | Frederik IV van Neurenberg                                              | Frederik IV van Neurenberg                                              | Frederik IV van Neurenberg                                              | Frederik IV van Neurenberg                                              | Frederik IV van Neurenberg                                              | Frederik IV van Neurenberg                                              |
| -------------------------------------- | ----------------------------------------------------------------------- | ----------------------------------------------------------------------- | ----------------------------------------------------------------------- | ----------------------------------------------------------------------- | ----------------------------------------------------------------------- | ----------------------------------------------------------------------- | ----------------------------------------------------------------------- | ----------------------------------------------------------------------- |
| Overgrootouders                        | Frederik I van Neurenberg (1139–1200) ∞ Sophia van Raabs (-)            | Frederik I van Neurenberg (1139–1200) ∞ Sophia van Raabs (-)            | Frederik II van Leiningen en Saarbrücken (-) ∞ ? (-)                    | Frederik II van Leiningen en Saarbrücken (-) ∞ ? (-)                    | Bernhard III van Saksen (1134-1212) ∞ Judith van Polen (1154-1201)      | Bernhard III van Saksen (1134-1212) ∞ Judith van Polen (1154-1201)      | Otto het Kind (1204-1252) ∞ 1228 Machteld van Brandenburg (1210-1261)   | Otto het Kind (1204-1252) ∞ 1228 Machteld van Brandenburg (1210-1261)   |
| Grootouders                            | Koenraad I van Neurenberg (1186–1261) ∞ Adelheid van Frontenhausen (-)  | Koenraad I van Neurenberg (1186–1261) ∞ Adelheid van Frontenhausen (-)  | Koenraad I van Neurenberg (1186–1261) ∞ Adelheid van Frontenhausen (-)  | Koenraad I van Neurenberg (1186–1261) ∞ Adelheid van Frontenhausen (-)  | Albrecht I van Saksen (1175-1260) ∞ Helene van Brunswijk (-1273)        | Albrecht I van Saksen (1175-1260) ∞ Helene van Brunswijk (-1273)        | Albrecht I van Saksen (1175-1260) ∞ Helene van Brunswijk (-1273)        | Albrecht I van Saksen (1175-1260) ∞ Helene van Brunswijk (-1273)        |
| Ouders                                 | Frederik III van Neurenberg (1220–1297) ∞ Helena van Saksen (1247-1309) | Frederik III van Neurenberg (1220–1297) ∞ Helena van Saksen (1247-1309) | Frederik III van Neurenberg (1220–1297) ∞ Helena van Saksen (1247-1309) | Frederik III van Neurenberg (1220–1297) ∞ Helena van Saksen (1247-1309) | Frederik III van Neurenberg (1220–1297) ∞ Helena van Saksen (1247-1309) | Frederik III van Neurenberg (1220–1297) ∞ Helena van Saksen (1247-1309) | Frederik III van Neurenberg (1220–1297) ∞ Helena van Saksen (1247-1309) | Frederik III van Neurenberg (1220–1297) ∞ Helena van Saksen (1247-1309) |
| Frederik IV van Neurenberg (1287–1332) |                                                                         |                                                                         |                                                                         |                                                                         |                                                                         |                                                                         |                                                                         |                                                                         |

- Gemeinsame Normdatei: 129981117
- Virtual International Authority File: 6026744
- WorldCat: E39PBJqK7t8bJqdH4wd8t3Krv3